# بعد برخالی
بعد بَرخالی نسبت شاخص آماری پیچیدگی که در یک الگو (به طور صریح، الگوی برخال) چگونه تغییرات طی بزرگ‌شدن تغییر می‌یابد.